# Хуэйшэн
Айсиньгёро Хуэйшэн (также просто Хуэйшэн; кит. 爱新觉罗慧生, яп. 愛新覚羅慧生; 26 февраля 1938, Синьцзин, Маньчжоу-го — 4 декабря 1957, гора Амаги, Япония) — принцесса маньчжурской династии Айсиньгёро, племянница императора Пу И. Трагически погибла в 1957 году.

## Биография

### Ранние годы
Хуэйшэн родилась в 1938 году в Синьцзине в семье Пуцзе — брата Пу И, императора Маньчжоу-го — и его японской жены Хиро Саги. Она жила в Маньчжоу-го до 1943 года, после чего была отправлена в Японию, чтобы жить с бабушкой и дедушкой по материнской линии. Здесь она получила образование в нескольких престижных частных школах, например, в школе при университете Гакуюсин. Она проявляла большой интерес к японской и китайской литературе.
После поражения Японской империи и Маньчжоу-го во Второй мировой войне отец Хуэйшэн был заключён в советскую тюрьму, а мать и младшая сестра находились в бегах вплоть до 1947 года. После воссоединения с ними Хуэйшэн написала письмо премьер-министру КНР Чжоу Эньлаю с просьбой об амнистии в отношении Пуцзе. Чжоу был тронут её письмом и поспособствовал скорейшему освобождению брата Пу И и его переезду в Японию.

### Гибель
Во время учёбы в университете девушка сблизилась с одним из её одногруппников по имени Окубо. 4 декабря 1957 года она пропала. В результате поисков тела обоих молодых людей были найдены 10 декабря того же года на горе Амаги. Исследования показали, что 4 декабря она была убита выстрелом в голову. Инцидент широко освещался в газетах в то время. Высказывалось мнение, что Хуэйшэн и Окубо совершили суицид, однако родственники Хуэйшэн отрицали эту версию.
Первоначально Хуэйшэн была похоронена в Нисонин — гробнице семейства Сага. Позже её останки были перенесены в Ямагути (Симоносеки), в фамильную гробницу Айсиньгёро, где были похоронены её отец и мать.